# Enyalioides heterolepis
Enyalioides heterolepis là một loài thằn lằn trong họ Hoplocercidae. Loài này được Bocourt mô tả khoa học đầu tiên năm 1874.